# 糖末端ホスファターゼ
糖末端ホスファターゼ(Sugar-terminal-phosphatase、EC 3.1.3.58)は、以下の化学反応を触媒する酵素である。
D-グルコース-6-リン酸 + 水{\displaystyle \rightleftharpoons }D-グルコース + リン酸
従って、この酵素の2つの基質はD-グルコース-6-リン酸と水、2つの生成物はD-グルコースとリン酸である。
この酵素は加水分解酵素に分類され、特にリン酸エステル結合に作用する。系統名は、糖オメガリン酸ホスフホヒドロラーゼ(sugar-omega-phosphate phosphohydrolase)である。キシリトール-5-ホスファターゼ(xylitol-5-phosphatase)とも呼ばれる。